# ایرینا اولگوفنا بلووا
ایرینا اولگوفنا بلووا (به انگلیسی: Irina Olegovna Belova) ژیمناست زادهٔ ۲۸ دسامبر ۱۹۸۰ میلادی اهل کشور روسیه است.